# Ruta D-205
La ruta D-205 es una ruta regional primaria que se encuentra en el norte Chico de Chile en el sector. En su recorrido de 54 km, une la Avenida Islón en el sector de Las Compañías con el sector de Almirante Latorre en la comuna de  La Serena.
El rol asignado a esta ruta regional fue ratificado por la tuición MOP DS Nº 656 del año 2004.

## Recorrido

### Región de Coquimbo
Recorrido: 54 km (km 0 a 54).
- Provincia de Elqui: Ruta D-305 (km 1)  El Romero (km 6)  Lambert (km 14)  San Antonio (km 23) Quebrada de Santa Gracia (km 24) Agua Grande (km 31) Ruta D-215 (km 54).